# Tumult toruński

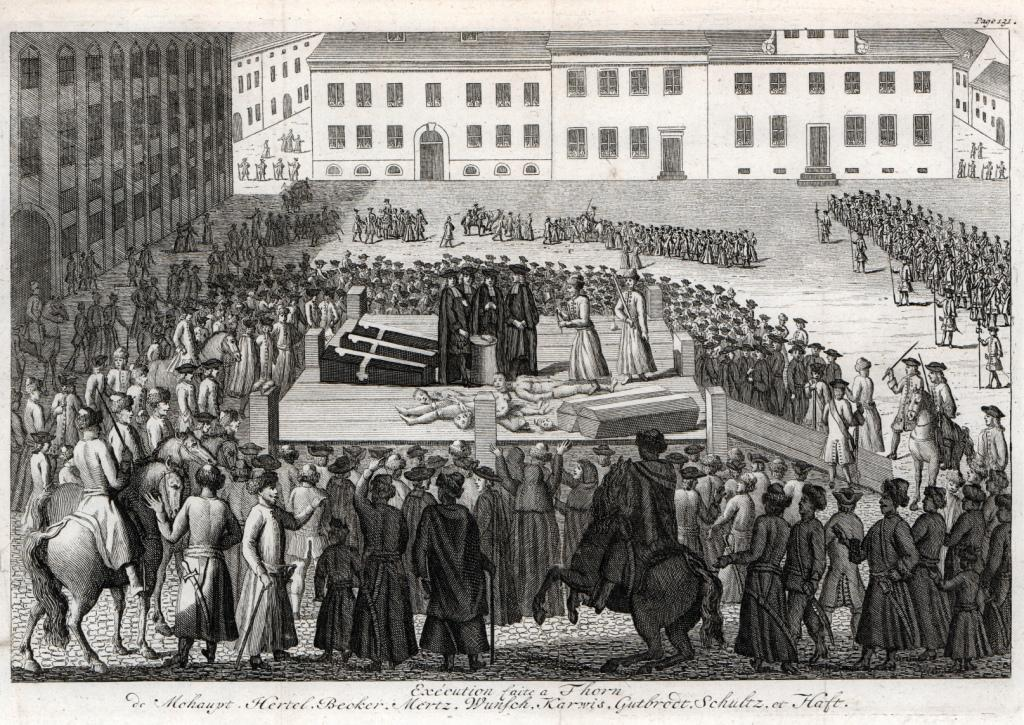
Egzekucja protestantów w Toruniu, 1724

Tumult toruński (sprawa toruńska), w historiografii niemieckiej znany jako Thorner Blutgericht (pol. krwawy sąd toruński) bądź Thorner Blutbad (pol. krwawa łaźnia toruńska) – rozruchy z 16 lipca 1724 roku w Toruniu, kiedy to doszło do zamieszek między miejscowymi protestantami a katolikami. Protestanci, sprowokowani przez zaczepki jezuickiego ucznia Stanisława Lisieckiego, a następnie porwanie studenta ewangelickiego Gimnazjum Akademickiego przez kolegów Lisieckiego, zdemolowali toruńskie Kolegium Jezuickie. Wobec spóźnionej reakcji ze strony miejskich służb porządkowych jezuici pozwali magistrat przed sąd asesorski w Warszawie przy wsparciu króla Augusta II Mocnego, domagając się przejęcia władzy w mieście przez katolików. Zgodnie z żądaniem oskarżycieli sąd skazał burmistrza Torunia Jana Gotfryda Rösnera i dziewięciu uczestników tumultu na karę śmierci. Należący do protestantów kościół Marii Panny w Toruniu został oddany bernardynom, a do rady miasta Torunia wprowadzono połowę katolików. Wydarzenia w Toruniu obiegły Europę i stały się pretekstem do kampanii środowisk protestanckich przeciwko Rzeczypospolitej.

## Kontekst historyczny
Pierwsi ewangelicy pojawili się w Toruniu krótko po ogłoszeniu przez Marcina Lutra 95 tez w 1517 roku. W dniach 3 maja i 26 lipca (według innego źródła 24 lipca) 1520 roku król Zygmunt I Stary wydał w Toruniu edykty zabraniające sprowadzania i kolportażu pism Lutra na terenie królestwa. 28 grudnia 1558 roku miasto uzyskało od króla Zygmunta II Augusta przywilej zezwalający na rozwój ewangelizmu. Toruń stanowił jedno z ważniejszych miast ewangelickich w Rzeczypospolitej. W 1595 roku w odbył się tam synod generalny protestantów, natomiast w 1645 roku miało miejsce Colloquium charitativum, spotkanie ekumeniczne polskich protestantów i katolików.
Na początku XVIII wieku w Toruniu mieszkało ok. 11 tys. mieszkańców. Relacje pomiędzy katolikami a ewangelikami ulegały stopniowemu pogorszeniu od XVII wieku (w wyniku napływu ludności niemieckiej wyznania ewangelickiego, cieszącego się poparciem władz miasta), a nasiliły się po III wojnie północnej. W Rzeczypospolitej od I połowy XVII stulecia decydujące znaczenie w polityce mieli katolicy, w Toruniu zaś władze sprawowali niemieckojęzyczni protestanci (początkowo różnych wyznań, później wyłącznie luteranie), prowadzący własną politykę wyznaniową. Ludność katolicka w mieście składała się z przedstawicieli klas niższych, posługujących się językiem polskim. Byli oni dyskryminowani w życiu publicznym Torunia: nie pełnili urzędów wybieralnych ani nominowanych oraz nie mieli dostępu do większości cechów. Ponadto na początku XVIII wieku relacje pomiędzy władzami miasta a tamtejszym Kolegium Jezuickim były wrogie – zakonnicy prowadzili antyheretycką i antyszwedzką politykę (wcześniej, w ciągu XVII wieku byli kilkakrotnie wypędzani z Torunia). W 1703 roku Szwedzi nie wygnali jezuitów, jednak spustoszyli ich majątek i odnosili się do nich z wrogością. Od początku XVII wieku w Toruniu toczyły się także spory pomiędzy katolikami a protestantami w sprawie urządzania katolickich ceremonii kościelnych (szczególnie procesji po ulicach miasta). Wymuszony w 1643 roku przez króla Władysława IV Wazę kompromis, zezwalający na reglamentowaną procesję Bożego Ciała, nie był respektowany przez luteranów. Źródłem konfliktów było równoległe funkcjonowanie Kolegium Jezuickiego i Gimnazjum Akademickiego, ponieważ uczniowie obu szkół brali udział w awanturach.

## Zamieszki
16 lipca 1724 roku w Toruniu odbywała się procesja na cmentarzu kościoła św. Jakuba, w święto Matki Boskiej Szkaplerznej. Nabożeństwu przyglądała się grupa młodych ewangelików. W pewnym momencie do ewangelików podszedł uczeń Kolegium Jezuickiego i syn ubogiego włocławskiego mieszczanina Stanisław Lisiecki, który według różnych relacji miał zażądać od nich zdjęcia czapek bądź przyklęknięcia przed Najświętszym Sakramentem. Doszło do awantury, podczas której Lisiecki miał strącić czapkę jednemu z ewangelików oraz prawdopodobnie również go spoliczkować. Na tym skończył się spór, jednak późnym popołudniem Lisiecki natknął się na dwóch ewangelików, z którymi awanturował się podczas nabożeństwa. Doszło do kolejnej awantury, do której dołączył luterański mieszczanin Dawid Heyder. Lisieckiemu pomogli jego koledzy, wychodzący z kościoła św. Jakuba. Incydent rozrósł się do dużej bijatyki, którą przerwało kilku żołnierzy milicji miejskiej, zatrzymując Lisieckiego. Według innego źródła Lisieckiego przekazało w ręce żołnierzy kilku mieszczan mieszkających w sąsiedztwie cmentarza św. Jakuba. Na polecenie burmistrza Jana Gotfryda Rösnera Lisiecki został osadzony w areszcie jako sprawca konfliktu.

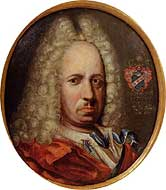
Burmistrz Torunia Jan Gotfryd Rösner

Następnego dnia koledzy Lisieckiego oraz jezuici domagali się uwolnienia studenta. Z tym żądaniem udali się najpierw do burgrabiego Gerharda Thomasa, a później do burmistrza Rösnera. Sprawa Lisieckiego nie wchodziła w skład kompetencji burgrabiego, natomiast sam burmistrz uznał, że sprawa zwolnienia studenta z aresztu powinna być załatwiona z rektorem Gimnazjum Kazimierzem Czyżewskim i prefektem Wawrzyńcem Marczewskim. Z Czyżewskim i Marczewskim miał się spotkać Dawid Heyder, będący uczestnikiem zajść. Wracając od burmistrza uczniowie Kolegium Jezuickiego napotkali Heydera, który wracał do domu. Uczniowie zażądali od Heydera, by przyczynił się do zwolnienia Lisieckiego z aresztu (zdaniem historyka Jerzego Dygdały miało to być de facto wymuszenie na mieszczaninie wycofania zeznań). Podczas sporu uczniowie grozili Heyderowi obnażonymi szablami. Do zbiegowiska dołączyło kilku mieszczan, którzy chcieli pomóc Heyderowi. Następnie w stronę tłumu skierował się patrol żołnierzy miejskich, który uspokoił sytuację. Jeden z przywódców grupy uczniów, o nazwisku Szydłowski, został aresztowany przez żołnierzy. Nie mogąc wymusić od władz Torunia wypuszczenia zatrzymanych, studenci Kolegium porwali Jana (Jakuba?) Nagórnego, ucznia Gimnazjum Akademickiego, przybyłego do Torunia dwa tygodnie przed procesją. Nagórny był przypadkową ofiarą porwania, niemającą nic wspólnego z wydarzeniami z 16 lipca. W międzyczasie Rösner miał prawdopodobnie zwolnić z aresztu Lisieckiego.
Po tym zdarzeniu, 17 lipca około godz. 19:30 toruńscy protestanci zaczęli zbierać się przed Kolegium Jezuickim. Przed gmachem doszło do starć. Na wieść o wybuchu zamieszek Rösner nakazał wprowadzić do akcji milicję miejską i straż obywatelską. Ponadto nakazał zamknąć bramy miejskie w pobliżu Kolegium Jezuickiego, by zapobiec przybyciu katolików z przedmieść do pomocy studentom. Straż obywatelska nie zdołała otoczyć budynku. Milicja miejska stacjonująca przy ul. Rabiańskiej dwa razy strzeliła w powietrze, prawdopodobnie ślepymi nabojami. Podwójna salwa chwilowo uspokoiła sytuację. Sekretarz Rady Jan Henryk Wedemeyer zdołał wejść do Kolegium i zażądać od rektora Czyżewskiego uwolnienia Nagórnego. Rektor wyraził na to zgodę, zastrzegając, że wcześniej muszą zostać uwolnieni studenci Kolegium. Wedemeyer udał się do Rösnera. Ten widząc narastający tumult, wypuścił z aresztu drugiego studenta. W czasie rozmów pomiędzy Wedemeyerem a Rösnerem jezuici nakazali swoim uczniom opuszczenie po kryjomu Kolegium. Około godz. 21 Czyżewski uwolnił Nagórnego. Po tym wydarzeniu milicja miejska wycofała się.
Po odejściu milicji tłum, zdominowany przez ludzi niższego stanu, rzemieślników i wyrobników, wdarł się do gmachu Kolegium i zaczął demolowanie wnętrza. Obok zniszczenia ławek szkolnych, stołów, pieców kaflowych, ram okiennych i drzwi miano również zniszczyć ołtarz w kaplicy Najświętszej Maryi Panny. Zniszczone sprzęty zostały wyrzucane na ulicę, a następnie podpalane. Według relacji jezuitów do ognia wrzucano m.in. obraz Marii Panny. Gdy powstało ryzyko rozpowszechnienia się tumultu na całe miasto, garnizon Gwardii Koronnej zdecydował się na podjęcie interwencji. Do Kolegium przybył oddział dowodzony przez kpt. Wattera, który zaczął usuwać uczestników zajść z budynku. Podczas tłumienia zamieszek ewangelicy wdarli się również do klasztoru, gdzie miano zniszczyć część wyposażenia i zranić kilku jezuitów. Jezuici nie stawiali oporu. Obie strony odniosły rany, podczas tłumienia tumultu miał zginąć jeden z żołnierzy. Gwardia zdołała usunąć ewangelików z budynków jezuitów, jednak tłum nadal gromadził się przed gmachem Kolegium. Dopiero przybycie Rösnera na miejsce wydarzeń uspokoiło sytuację i doprowadziło do rozejścia się tłumu.
Nie wiadomo, czy tłum zgromadził się spontaniczne, czy też miało to miejsce na skutek czyiś inspiracji. O wybuch zamieszek jezuici oskarżyli Rösnera oraz ortodoksyjnych pastorów Ephraima Oloffa starszego i Krzysztofa Henryka Andrzeja Gereta. Historyk Jerzy Dygdała podkreśla, że działania władz Torunia 16 lipca były prawidłowe, acz niezbyt zdecydowane. Aresztowanie dwóch studentów miało stanowić nacisk na rektora Kolegium oraz potencjalnie być zemstą na jezuitach za postawienie burmistrzowi zarzutów w sprawie prof. Jana Arndta. Tego ostatniego oskarżono o dopuszczenie do wystawienie sztuki religijnej dotyczącej postawienia Jezusa Chrystusa przed sądem żydowskim, gdzie zdaniem pewnego widza katolickiego postać arcykapłana Kajfasza stanowiła krytykę papieża. Dzięki polubownemu rozwiązaniu sprawy nie doszło do procesu o bluźnierstwo, jednak zostały wzajemne urazy. W wydarzeniach z 17 lipca stroną czynną była ludność ewangelicka. Zdaniem Dygdały Rösner mógł świadomie biernie przyglądać się tumultowi, by upokorzyć jezuitów. Niektórzy rajcy, skonfliktowani z burmistrzem, mieli wykorzystać zamieszki do pogrążenia Rösnera. Wiceprezydent Torunia Jakub Henryk Zerneke, mieszkający w sąsiedztwie Kolegium, nie podjął się interwencji. Do tłumu wyszedł dopiero po wyłamaniu bramy Kolegium, jednak jego wołania o uspokojenie się zostały zignorowane.
18 sierpnia rada miasta Torunia zarządziła zbadanie przebiegu wydarzeń. Tego samego dnia poczmistrz i literat Jakub Kazimierz Rubinkowski poprosił Rösnera o ukaranie sprawców tumultu, jednak Rösner odrzucił jego propozycję. Przesłuchania świadków trwały do początków września. Toruńscy rajcy specjalnie odwlekali sprawę, licząc na to, że władze słabej Rzeczypospolitej nie podejmą się działań oraz nie zdecydowali się na szybkie wypłacenie odszkodowania za zniszczenie Kolegium. Po zamieszkach jezuici pozwali miasto i jego władze przed sąd asesorski oraz rozpoczęli szeroką akcję propagandową. 29 lipca August II Mocny podpisał ostry pozew do rady miasta Torunia. W efekcie władze miejskie przygotowały odpowiedź spisaną w łacinie, w której przedstawili swoją relację na temat przebiegu zamieszek. Działania Augusta II Mocnego miały na celu pozyskanie wsparcia szlachty, w większości wrogo nastawionej do ewangelików. 11 sierpnia odbyła się pierwsza rozprawa przed sądem asesorskim w Warszawie. Ze względu na to, że obie strony przedstawiły zupełnie inny obraz wydarzeń, sąd podjął decyzję o powołanie komisji. Rozpoczęła ona działalność 16 września.

## Proces sądowy
Powołana 16 września komisja liczyła dwudziestu członków, wszystkich wyznania katolickiego. Jednym z komisarzy powołanych do zbadania sprawy był ksiądz Andrzej Stanisław Załuski. W przeciwieństwie do Augusta II Mocnego opowiadał się za wydaniem łagodnych wyroków, dzięki czemu cieszył się poparciem ewangelików. Jej prezesem został kanclerz wielki koronny Jan Sebastian Szembek. Śledztwo zakończyło się 13 października. Komisja orzekła, że w zamieszkach wzięło udział 67 osób. Napastnicy mieli pozostać w areszcie do chwili wydania wyroku przez sąd asesorski, a burmistrzowie i rajcy mieli odpowiadać z wolnej stopy. Rada Torunia oskarżyła komisję o stronniczość i nieprzesłuchanie niektórych świadków, a jezuitów o wymuszanie i fałszowanie zeznań. Nieprzesłuchanie części świadków nie odbyło się z przyczyn formalnych, gdyż zostali oni zgłoszeni po upływie wyznaczonego terminu. Komisja przeprowadziła wizję lokalną w Kolegium Jezuitów oraz nie stosowała tortur w celu wymuszania zeznań.
2 października w Warszawie odbył się sejm, na którym sprawa toruńska była jednym z głównych tematów rozmów. Posłowie zażądali surowego ukarania winnych, równouprawnienia mieszczan katolickich z ewangelikami oraz oddanie bernardynom kościoła Najświętszej Maryi Panny dotychczas użytkowanego przez ewangelików. Obrady zakończyły się 13 listopada. Tego dnia posłowie podjęli uchwałę o wysłaniu do Torunia wojsk koronnych w celu zapewnienia sprawnego wykonania dekretu sądu asesorskiego.
August II Mocny wyznaczył termin otwarcia rozprawy sądowej na 26 października 1724 roku. Wydarzenia w Warszawie były lekceważone przez rajców toruńskich. Dwa dni przed otwarciem sądu do Warszawy udała się delegacja, która miała załagodzić sytuację. Rozprawa sądowa trwała do 16 listopada. Obradom przewodził Jan Sebastian Szembek. Reprezentujący jezuitów instygatorzy domagali się kary śmierci dla uczestników tumultu i rajców, konfiskaty majątków skazanych na karę śmierci, odebrania ewangelikom Gimnazjum Akademickiego, drukarni i wszystkich kościołów w ich posiadaniu. Władzę w Toruniu mieli sprawować wyłącznie katolicy. Przedstawiciele Torunia ograniczyli się wyłącznie do domagania się powołania nowej komisji oraz uzyskania wsparcia ze strony dygnitarzy sasko-polskich. Na prośbę władz Torunia feldmarszałek saski Jakub Henryk Flemming i podskarbi wielki koronny Jan Jerzy Przebendowski podjęli się próby interwencji na rzecz Torunia na dworze króla Augusta Mocnego. Obaj niczego nie uzyskali. Na dworze zasugerowano, że kościół Najświętszej Maryi Panny mógłby pozostać w posiadaniu ewangelików pod warunkiem, że w Toruniu powstanie nowy kościół dla katolików. Propozycję tę zablokował kanclerz Szembek.

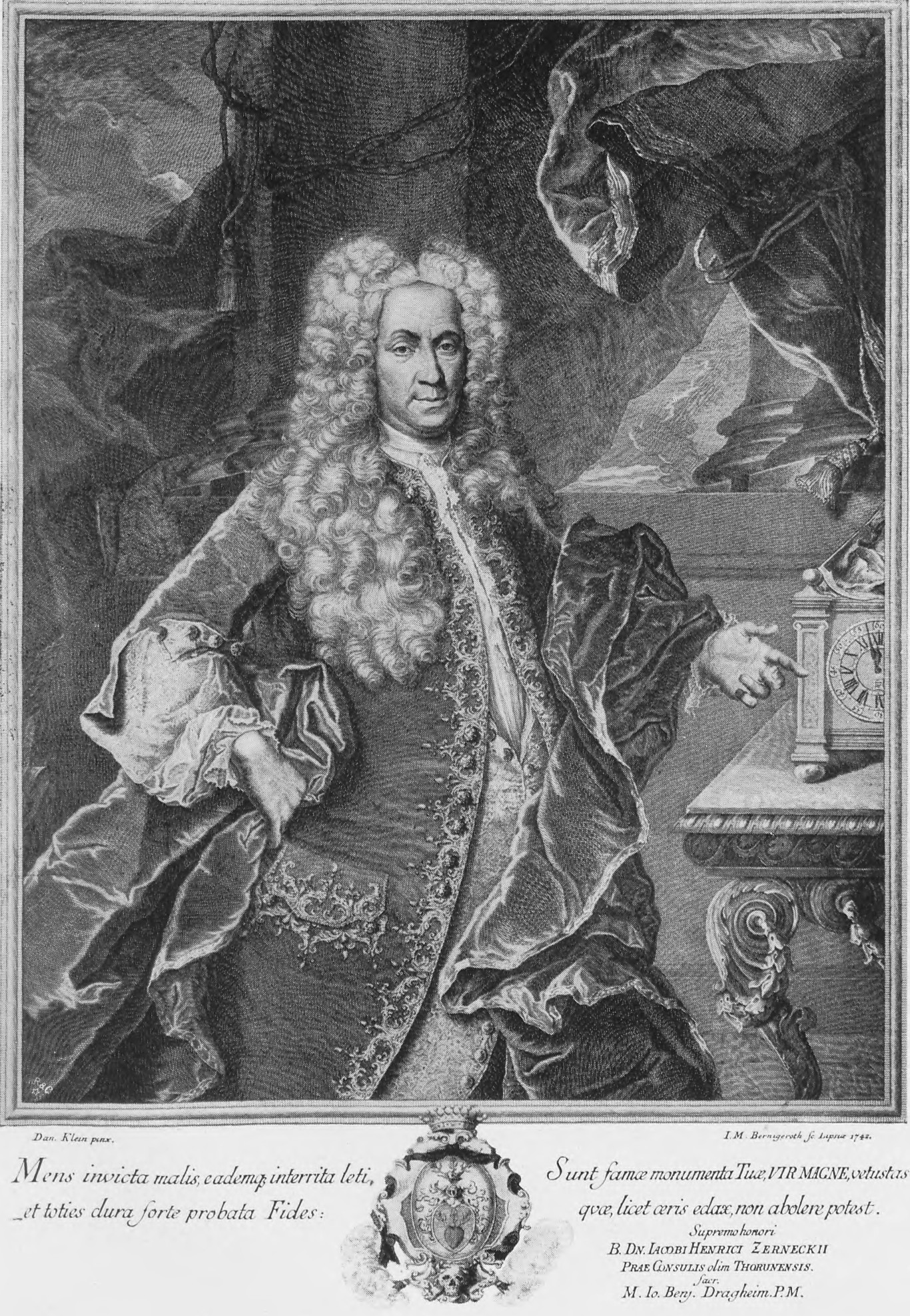
Wicepremier Torunia Jakub Henryk Zerneke

W wyniku działań komisji i procesu sądowego 16 listopada 1724 roku skazano na karę śmierci 14 osób odpowiedzialnych za zamieszki. Jan Gotfryd Rösner i Jakub Henryk Zerneke otrzymali wyroki za dopuszczenie i podżeganie do tumultu. Pozostali skazani byli bezpośrednimi uczestnikami zamieszek. Prawie 40 torunian skazano na kilkumiesięczne lub półtoraroczne pozbawienie wolności, kilku innych mieszczan ukarano grzywną w wysokości po kilkaset złotych polskich. Osoby oskarżone o profanację świętych obrazów miały mieć również odrąbaną dłoń. Kary więzienia otrzymali m.in. burgrabia Gerhard Thomas, rajca Henryk Czimmermann (którzy również utracili swoje stanowiska) oraz kapitan milicji miejskiej Gotfryd Graurock. Z Torunia wygnano kaznodziejów protestanckich Krzysztofa Henryka Andrzeja Gereta i Efraima Oloffa. Obaj opuścili miasto jeszcze w listopadzie 1724 roku.
Luteranie utracili kościół pw. Najświętszej Marii Panny oraz zabudowania klasztorne na rzecz bernardynów, jako spadkobierców klasztoru franciszkańskiego. Gimnazjum (wbrew panującej opinii o jego likwidacji) zostało przeniesione do budynku (poza mury miasta) znajdującego się w pobliżu wspomnianego kościoła. Na cmentarzu kościoła Świętojańskiego miała zostać wzniesiona kolumna ku czci Matki Bożej. Katolicy mieli być stopniowo dopuszczeni do cechów i rady miasta, gdzie zarezerwowano dla nich połowę miejsc.
Tekst wyroku został odczytany w Toruniu przez wiceburmistrza Zernekego 19 listopada. Tego samego dnia Rösner i Zerneke zostali aresztowani. Wyrok wywołał przerażenie u toruńskich rajców, którzy przez poprzednie tygodnie liczyli na to, że skazani zostaną wyłącznie bezpośredni uczestnicy zamieszek reprezentujący niższe warstwy społeczne. Po 19 listopada faktyczną władzę w Toruniu sprawował rajca Jakub Meisner. Do Augusta II Mocnego wysłano suplikę z prośbą o ułaskawienie skazanych.
Choć Rösner i Zerneke zostali uprzedzeni, że będą aresztowani, nie zdecydowali się na opuszczenie miasta. Obaj liczyli na ułaskawienie ze strony króla. Dwaj inni skazani zdołali uciec z Torunia i uniknąć egzekucji. Jednym z uciekinierów był Hans Krzysztof, który zbiegł do Prus Brandenburskich. Jakub Kazimierz Rubinkowski apelował o wycofaniu wyroku dla Rösnera i Zernekego. Pod koniec 1724 roku Zerneke przeprowadził się do Gdańska.

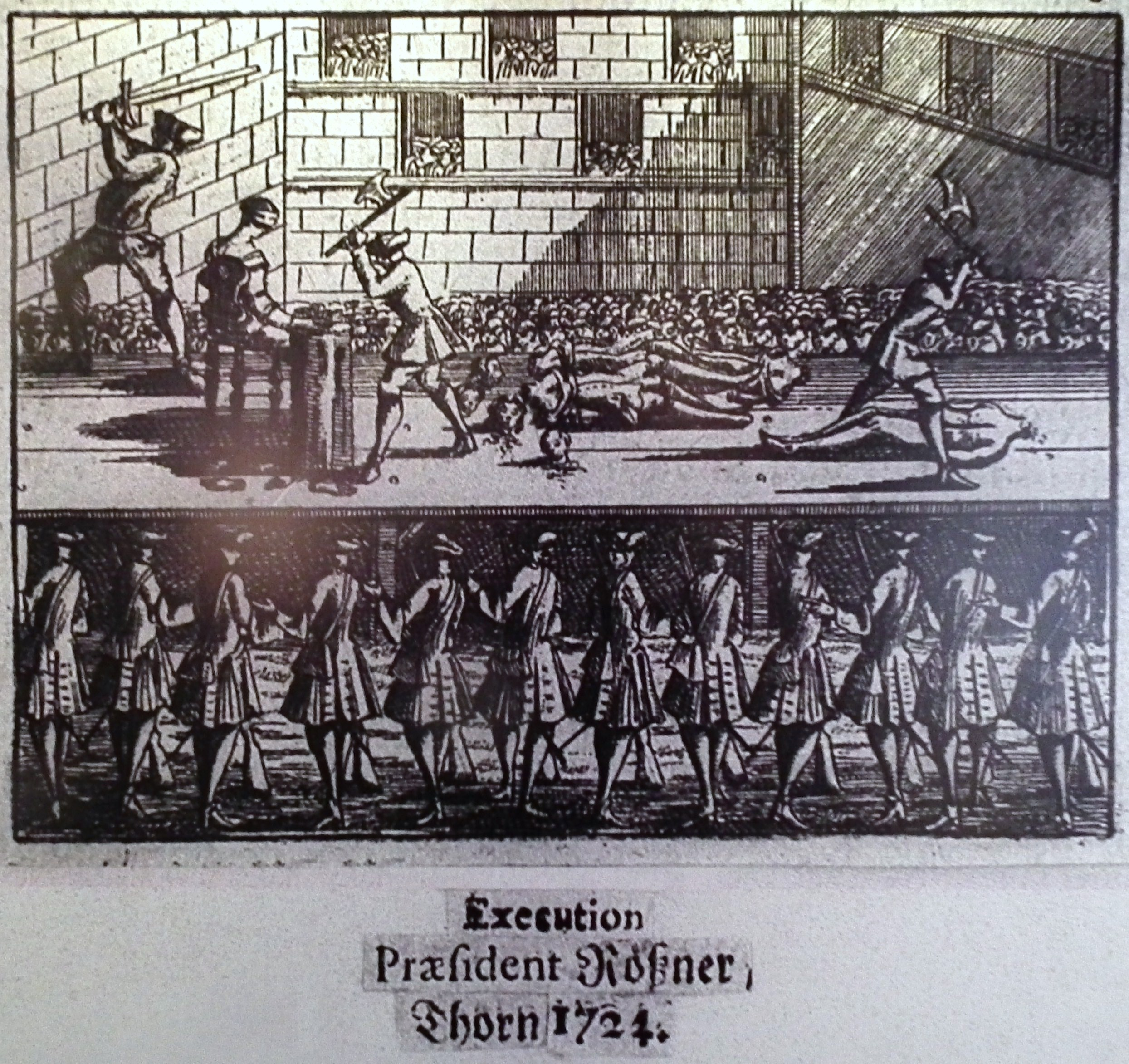
Egzekucja Jana Gotfryda Rösnera

2 grudnia przybyli pierwsi członkowie komisji wyznaczeni przez sąd asesorski. 5 grudnia odczytano dekret sądu asesorskiego. Tego samego dnia jezuici złożyli przysięgę. Po wykonaniu przysięgi skazani otrzymali propozycję ułaskawienia w zamian za przejście na katolicyzm. Z tej możliwości skorzystał wcześniej Dawid Heyder, inni pozostali przy swojej wierze. 7 grudnia o godzinie 5 na dziedzińcu Ratusza ścięto burmistrza Gotfryda Rösnera. O godzinie 8 zostali ścięci: Szymon Mohaupt, Krzysztof Hertel, (Krzysztof?) Becker, Jerzy Wunsch, Jan Krzysztof Hafft, Krzysztof Karwiesy, Jakub Schulz, Gurbrodt, Mertz. 7 stycznia 1725 roku odbył się uroczysty pogrzeb Rösnera.
Zerneke uniknął kary śmierci za sprawą interwencji kilku polskich szlachciców u Augusta II Mocnego (według innego źródła interweniował wojewoda chełmiński Jan Zygmunt Rybiński oraz jezuici toruńscy). Akt ułaskawienia wobec Zernekego odczytano w Toruniu 12 grudnia.
7 grudnia kościół Najświętszej Maryi Panny przeszedł na własność katolików. Tego samego dnia biskup sufragan chełmiński Seweryn Szczuk na nowo poświęcił świątynię, a bernardyni odprawili pierwsze nabożeństwo. 13 grudnia odbyły się nadzwyczajne wybory na wakujące miejsca w Radzie. 18 grudnia komisja opuściła Toruń. Pomimo surowych wyroków, w Toruniu nadal działały drukarnie protestanckie, a regulacje, które miały zlikwidować dyskryminację katolików w mieście, zostały wprowadzone częściowo i za późno. Wyegzekwowanie wyroków było utrudnione ze względu na słabość rządów Rzeczypospolitej i opór przedstawicieli rady miasta Torunia, którzy jako elita miasta mieli uprzywilejowaną pozycję w społeczeństwie. Krzysztof Henryk Andrzej Geret i Efraim Oloff uzyskali w grudniu 1724 roku zgodę na powrót do Torunia.
W 1730 roku, zgodnie z postanowieniami wyroku, wzniesiono kolumnę ku czci Matki Bożej na cmentarzu kościoła Świętojańskiego. Kolumnę rozebrano w 1817 roku.

## Odbiór tumultu toruńskiego w Europie
Wydarzenia w Toruniu (jeszcze przed wykonaniem wyroku sądu asesorskiego) były szeroko komentowane w Europie, głównie poprzez gazety, pisma ulotne i korespondencje. Nietolerancja religijna w Toruniu została odebrana jako odrzucenie idei oświeceniowych przez Rzeczpospolitą oraz doprowadziło do zaprzestania postrzegania jej jako państwa gwarantującego wolność religijną. W relacjach pomijano wielowiekową polską tolerancję religijnej, przerwanej w 1724 roku. Dyplomaci z Prus, Wielkiej Brytanii, Szwecji i Danii bezskutecznie próbowali przekonać Augusta II Mocnego do udzielenia łaski skazanym na karę śmierci.
Pod koniec listopada 1724 roku, król Fryderyk Wilhelm I Pruski wysłał swoich posłów do Augusta II Mocnego, próbując nakłonić go do niewykonania wyroku sądu asesorskiego. Fryderyk Wilhelm pragnął wykorzystać okazję i wkroczyć do Prus Królewskich, w celu ochrony ludności protestanckiej. Król Prus nie podjął się interwencji, ponieważ nie uzyskał bezpośredniej pomocy ze strony cara Rosji Piotra I Wielkiego.
Wydarzenia w Toruniu komentował również katolicki dwór Ludwika XV. We Francji zakładano, że Prusy i inne mocarstwa protestanckie mogą wykorzystać tumult w rozgrywkach politycznych. Prasa francuska relacjonowała przebieg tumultu i wykonanie wyroku, pomijając genezę wydarzeń. Wielka Brytania zainteresowała się wydarzeniami w Toruniu po wykonaniu kary śmierci na Rösnerze – król Jerzy I Hanowerski i rząd Anglii próbowali odwrócić uwagę opinii publicznej od problemów wewnętrznych, zwłaszcza od polityki wyznaniowej rządu. W tym celu nagłaśniali przypadki prześladowań protestantów w Europie oraz przedstawiali katolików jako fanatyków religijnych. Na część zarzutów odpowiedział ks. Załuski.
W XVIII wieku narodził się tzw. mit Thorner Blutgericht (zwany również jako Blutbad), stworzony głównie przez dwóch pastorów: berlińskiego Daniela Ernesta Jabłońskiego oraz królewieckiego Michaela Lilienthala. Jabłoński napisał rozprawę pt. Das Betrübte Thorn, gdzie przedstawił negatywny obraz jezuitów toruńskich, mających jego zdaniem duże wpływy na polskim dworze królewskim. Lilienthal kładł nacisk na dramatyzm egzekucji. Rösnera przedstawiał jako osobę świętą, godnie przyjmującą wyrok. W swojej relacji podzielił uczestników tumultu na polską i katolicką, którą uznał za winnych wydanego wyroku, oraz na protestanckich mieszczan, będących ofiarami zajść. Voltaire w jednym z pism do carycy Katarzyny II Wielkiej wykorzystał wydarzenia w Toruniu do zilustrowania nietolerancji religijnej w Polsce.

## Tumult toruński w XIX i XX wieku
W II połowie XIX wieku tumult toruński zaczęto przedstawiać jako konflikt polsko-niemiecki. Kwestie narodowe i etniczne wysunęły się na pierwszy plan, zaś aspekt religijny zaczął odgrywać rolę drugorzędną. W historiografii pruskiej Rösner był przedstawiany jako protestancki męczennik za wiarę i ofiara prześladowań ze strony jezuitów. Sama procesja religijna zaczęła być opisywana jako demonstracja polityczna. 
W latach 1826–1913 pojawiły się utwory literackie poświęcone bezpośrednio tumultowi. Ich autorami byli: Ewald Hering, Adolf Prowe, Ernst Wichert, Julius Pederzani-Weber, Fritz Schawaller, Rudolf Gottschall i Wilhelm Petersen. Ich dzieła charakteryzują się nacjonalistycznym i antypolskim nastawieniem. W utworach tych pojawiała się jednolita interpretacja wydarzeń, do których dopisywano fikcyjne wątki miłosne. Autorzy utworów przypisywali potomkom osób straconych misję ukarania jezuitów, katolików, a później wszystkich Polaków. Tumult toruński określano również jako karę za oderwanie Prus Zachodnich od zakonu krzyżackiego w połowie XV wieku. Przyłączenie Torunia do Prus przedstawiano jako szansę na naprawienie tego błędu.
W latach 80. XIX wieku w Toruniu działała fundacja, zbierająca pieniądze na budowę pomnika na cześć Rösnera. Według planów pomnik miał zostać odsłonięty 10 grudnia 1883 roku, w 400. rocznicę urodzin Marcina Lutra. Pieniądze zbierano po gminach ewangelickich w Toruniu i okolicach. W prace projektowe zaangażowano wrocławskiego rzeźbiarza Alberta Rachnera. Fundacja zdołała zebrać środki na brązowe popiersie Rösnera i tablicę z ciemnego piaskowca. Na tablicy znalazła się inskrypcja: Buergermeister / Gottfried Roesner / und neun Buerger Thorns / sterben am 7. Decbr. 1724 / getreu bis in den Tod. 21 czerwca 1893 roku uroczyście odsłonięto pomnik w kościele ewangelickim przy Rynku Staromiejskim (ob. kościele św. Ducha) oraz tablicę na dziedzińcu Ratusza Staromiejskiego. Pomnik skrytykowała ludność polska. Przyjaciel Ludu opublikował tekst przedstawiający wydarzenia z 1724 roku według własnej perspektywy. Pomnik usunięto w 1950 roku.
W XX wieku przyjął się termin tumult. W tym samym opisując wydarzenia z 1724 roku zaczęto skupiać uwagę na zakłócenie procesji przez ewangelików oraz na wtargnięcie tłumu do kolegium. W okresie międzywojennym ludność niemiecka w Toruniu podtrzymywała historię o tumulcie i egzekucji Rösnera. Podczas obchodów 10-lecia założenia Evangelische Frauenhilfe 13 stycznia 1929 roku odbyło się wieczorne nabożeństwo, podczas którego pastor Reinhold Heuer przypomniał o tumulcie toruńskim i jej konsekwencjach, a także trudnościach z uzyskaniem zgody na budowę kościoła ewangelickiego przy Rynku Staromiejskim (gdzie władze polskie w latach 1742–1753 nie przyznały zgody na budowę świątyni, podczas gdy król pruski Fryderyk II wydał zgodę w przeciągu dwóch dni).
Tumult toruński był wykorzystywany również przez propagandę nazistowską. Podczas okupacji niemieckiej w trakcie II wojny światowej toruńska ulica Jezuicka nosiła nazwę Blutgericht, a ulica Krótka Roesnerstrasse. Po II wojnie światowej temat tumultu toruńskiego zaczął stopniowo zanikać z przestrzeni publicznej.